# Iso-polyphonie albanaise
L'Iso-polyphonie albanaise est une forme musicale traditionnelle de musique albanaise, incluse par l'UNESCO sur la liste représentative du patrimoine culturel immatériel de l'humanité.
Issue de la musique sacrée byzantine (chrétienne orthodoxe), l’isopolyphonie albanaise est une forme élaborée de chant choral, principalement interprétée par des hommes.

## Généralités
Dans les quatre régions de l'Albanie, Myzeqe (Lalëria), Toskëria, Çamëria, et Labëria (en), la chanson polyphonie fait partie de la culture traditionnelle. D'autres formes proches de ce chant polyphonique se retrouvent dans le nord de l'Albanie, dans la région de Peshkopi, de Kaçanik au Kosovo, de Polog, de Tetovo, de Kičevo et Gostivar en Macédoine, et dans la région de Malësia au nord de l'Albanie et du sud du Monténégro.
La région de la Labëria est connue pour ses chants à plusieurs voix : elles peuvent être au nombre de deux, trois ou quatre. Les chants à deux voix ne sont chantés que par des femmes. ceux à trois voix par les hommes et les femmes. Les chants à quatre voix sont propres à Labëria. La recherche a montré qu'ils avaient été développés après les chants à trois voix, et qu'ils étaient la forme polyphonique la plus complexe.
Le festival folklorique national de Gjirokastër (en albanais : Festivali Folklorik Kombëtar), qui a lieu tous les cinq ans, au mois d'octobre, depuis 1968, voit généralement présenter ces nombreux chants polyphoniques.

## Pleqërishte
Le Pleqërishte est un genre de l'isopolyphonie populaire albanaise, chanté par les hommes de la région de Labëria, se rattachant plus particulièrement à la ville de Gjirokastër et ses environs. Il est caractérisé par un tempo lent, une tonalité basse et la brièveté des pièces.
Pleqërishte signifie à la fois « de vieux » et « de l'ancien temps », en référence à la manière de chanter, aux paroles et aux thèmes des chansons. Les chants pleqërishte sont aussi appelés lashtërishte (« de l'ancien temps »), un terme utilisé exclusivement à Gjirokastër. Ces termes sont maintenant tombés en désuétude.
Chaque ensemble Lab comprend un soliste, le marrësi (ou preneur), le kthyësi qui lui répond dans un style haché et le hedhësi (ou lanceur) qui s’introduit dans la polyphonie à certains moments. Ils sont soutenus par un chœur en bourdon, appelé iso.
Ces chants ont un tempo lent et évoluent dans un registre (une tessiture) grave, avec peu de variations vocales par opposition à d'autres genres comme le djemurishte (« des jeunes hommes »). Une des voix (hedhës) est soliste et chante à la tierce, mais, alors que dans les autres genres à quatre voix la hedhës a un rôle secondaire en chantant une tierce mineure au-dessus de la note principale, dans le pleqërishte elle soutient le premier soliste (marrës) et lui permet de prendre des pauses pour respirer. Chaque exécution commence avec une exposition du début du thème par le marrës puis vient l'intervention du deuxième soliste (kthyes) et enfin celle du hedhës. Après l'intervention de la hedhës, le thème et les paroles du marrës sont reprises par le chœur avec différents types de variations.
Le répertoire du groupe folklorique Pleqtë e Gjirokastrës, considéré parfois comme le « dernier représentant » du genre, donne des exemples de chants Pleqërishte,. L'une des chansons les plus connues et les plus remarquables est Doli shkurti, hyri marsi, qui détaille une bataille entre Çerçiz Topulli et les troupes ottomanes en 1908 dans le village de Mashkullorë près de Gjirokastër.